# Тихонюк Максим Ігорович
Макси́м І́горович Тихоню́к — старший лейтенант Збройних сил України, учасник Війни на сході України.

## Нагороди
- Орден Богдана Хмельницького ІІІ ступеня (3 липня 2015) — за особисту мужність і високий професіоналізм, виявлені у захисті державного суверенітету та територіальної цілісності України, вірність військовій присязі[1]
- Орден «За мужність» ІІІ ступеня (31 жовтня 2014) — за особисту мужність і героїзм, виявлені у захисті державного суверенітету та територіальної цілісності України, вірність військовій присязі[2]
- Медаль «За бездоганну службу» III ступеня[3]